# Šmiklavž
Šmiklavž – wieś w Słowenii, w gminie miejskiej Slovenj Gradec. W 2018 roku liczyła 155 mieszkańców. 